# Gustav Kratz
Pour les articles homonymes, voir Kratz.
Gustav Adolf Kratz (né le 19 novembre 1829 à Wintershagen, arrondissement de Stolp et mort le 7 novembre 1864 à Stettin) est un historien prussien spécialisé dans l'histoire de la Poméranie.

## Biographie
Fils du propriétaire du manoir Gustav Heinrich Kratz (de), il est éduqué par des précepteurs avant d'étudier à l'école publique supérieure de Stolp de 1841 à 1844. De 1844 à 1847, il étudie à Berlin au lycée de Joachimsthal. À partir de janvier 1848, il étudie au lycée royal d'Anklam, où il obtient son diplôme d'études secondaires en 1850. Il fait ensuite son service militaire avec le 2e bataillon de chasseurs à pied à Greifswald et commence à étudier le droit et la science camérale à l'université de la ville. Il devient membre du Corps Pomerania Greifswald en 1850.
De 1851 à 1853, il poursuit ses études à Berlin. Après avoir réussi l'examen d'auscultateur à Köslin en 1853, il est engagé comme avocat stagiaire au tribunal de district de Stolp à partir de décembre 1855. Intéressé par les travaux historiques et archivistiques, en particulier l'histoire de la Poméranie, il postule sans succès au bureau du héraut royal à Berlin et à l'administration des archives royales.
En mars 1858, il s'absente du service judiciaire pour travailler comme assistant aux archives d'État de Stettin. Au début de 1861, il y est temporairement employé. Fin juin de la même année, il est engagé comme second archiviste aux côtés de l'archiviste provincial Robert Klempin. Ici, poussé par un concours, il se consacre à l'histoire de la famille noble von Kleist, pour laquelle il publie un livre de documents à ses frais en 1862. Avec Robert Klempin, il édite Matrikeln und Verzeichnisse der pommerschen Ritterschaft. Sa description des villes de la province de Poméranie n'est publiée qu'après sa mort. Un essai sur les couleurs de Poméranie et sa thèse "Die Pomeranian Schlossgesessenen", avec laquelle il obtient son doctorat à l'Université de Leipzig en 1864, paraissent également à titre posthume. Un travail qu'il a commencé sur les sceaux de Poméranie reste inachevé malgré une vaste collection de documents.
En 1863, il contracte une tuberculose pulmonaire et meurt l'année suivante.

## Publications
- Geschichte des Geschlechts von Kleist
  - Teil I: Urkundenbuch. Heinrich Schindler, Berlin 1862 (Digitalisat: urn:nbn:de:bvb:12-bsb10985347-1). Ergänzungsbände zu diesem Werk sind von Johann Ludwig Quandt und Wilhelm Stettin herausgegeben worden.
  - Teil II: Ergänzung des Urkundenbuches und allgemeine Geschichte. Berlin 1873 (Digitalisat: urn:nbn:de:bvb:12-bsb11135429-2) (Digitalisat, Google).
- Matrikeln und Verzeichnisse der pommerschen Ritterschaft vom XIV. bis in das XIX. Jahrhundert. Herausgegeben von Robert Klempin und Gustav Kratz. A. Bath, Berlin 1863 (Digitalisat: urn:nbn:de:bvb:12-bsb10013369-9)
- Die Pommerschen Farben. In: Baltische Studien. Band 20. Heft 2. Stettin 1865, S. 127–147.
- Die pommerschen Schloßgesessenen. Heinrich Schindler, Berlin 1865 (Digitalisat).
- Die Städte der Provinz Pommern. Abriß ihrer Geschichte, zumeist nach Urkunden. Einleitung und Vorwort von Robert Klempin. A. Bath, Berlin 1865 (Digitalisat: urn:nbn:de:bvb:12-bsb10013429-3).